# Who Do We Think We Are
Who Do We Think We Are! – album zespołu Deep Purple. Był ich siódmym albumem studyjnym i ostatnim z klasyczną muzyką zespołu linii Mark II (tzn. nagrany w II składzie), aż do wydania albumu Perfect Strangers w roku 1984. Album wydano w USA w styczniu, a w Wielkiej Brytanii w lutym 1973 roku.
Po wydaniu tego albumu z zespołu odeszli Ian Gillan i Roger Glover. Powodem ich decyzji były trwające od dłuższego czasu spory z Ritchie Blackmorem. Powrócili do zespołu w roku 1984 i razem nagrali płytę Perfect Strangers.
W roku 2000 nastąpiła reedycja płyty na CD z utworami bonusowymi.
„First Day Jam” jest instrumentalnym utworem zagranym na gitarze basowej przez Blackmore’a, Lorda i Paice’a. Glover – basista był w trakcie nagrywania nieobecny, bo utknął w korkach ulicznych.

## Lista utworów
(Wszystkie utwory skomponowali członkowie zespołu)
| 1.  | „Woman from Tokyo”                | 5:48    |
|     |                                   |         |
| 2.  | „Mary Long”                       | 4:23    |
|     |                                   |         |
| 3.  | „Super Trouper”                   | 2:54    |
|     |                                   |         |
| 4.  | „Smooth Dancer”                   | 4:08    |
|     |                                   |         |
| 5.  | „Rat Bat Blue”                    | 5:23    |
|     |                                   |         |
| 6.  | „Place in Line”                   | 6:29    |
|     |                                   |         |
| 7.  | „Our Lady”                        | 5:12    |
|     | Utwory bonusowe na reedycji       |         |
| 8.  | „Woman from Tokyo” ('99 Remix)    | 6:37    |
|     |                                   |         |
| 9.  | „Woman from Tokyo” (alternatywny) | 1:24    |
|     |                                   |         |
| 10. | „Painted Horse” (odrzucony)       | 5:19    |
|     |                                   |         |
| 11. | „Our Lady” ('99 Remix)            | 6:05    |
|     |                                   |         |
| 12. | „Rat Bat Blue” (sesja nagraniowa) | 0:57    |
|     |                                   |         |
| 13. | „Rat Bat Blue” ('99 Remix)        | 5:49    |
|     |                                   |         |
| 14. | „First Day Jam” (instrumentalny)  | 11:31   |
|     |                                   |         |
|     |                                   | 1:11:59 |
|     |                                   |         |

## Skład zespołu
- Ian Gillan – śpiew
- Ritchie Blackmore – gitara
- Jon Lord – organy, instrumenty klawiszowe
- Roger Glover – gitara basowa
- Ian Paice – perkusja